# Zvon ze Zábřehu

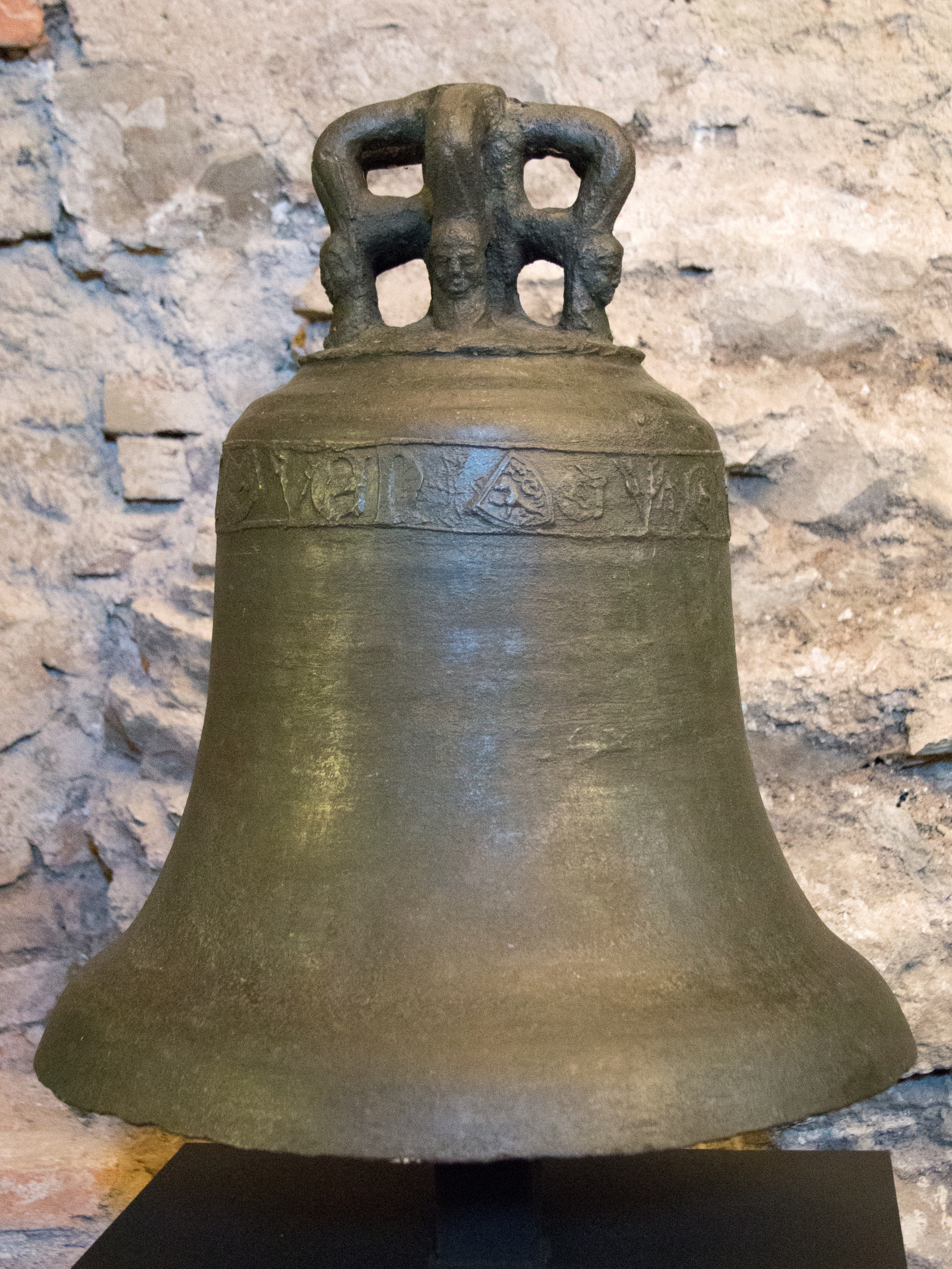
Zvon v Arcidiecézním muzeu v Olomouci

Zvon ze Zábřehu je jeden z nejstarších dochovaných zvonů v Česku (a zřejmě nejstarší na Moravě), který snad mohl být odlit na konci 13. století, velmi málo pravděpodobné je, že by byl odlit po polovině 14. století. Nárazový tón je f1. Dnes je instalován v muzejní expozici Arcidiecézního muzea v Olomouci (od roku 2006), poprvé doložen v kostele Navštívení Panny Marie v Zábřehu (až 1792), ovšem výzdoba naznačuje původ v řádovém prostředí.

## Koruna
Zvon má čtyřramenou zdvojenou korunu s antropomorfním reliéfem zřejmě zobrazující mnichy (patrné jsou krátce střižené vlasy a dlouhá kápě). Výrazná koruna v kontrastu s poměrně malou zdobností těla (krom nápisu je zcela hladký).

## Nápis
Na zvonu umístěn nápis pod čepcem. Na nápisu je latinský text „Rex gloriae veni cum pace“ provedený v jednom řádku gotickou majuskulou s prvky kapitály a unciály.
Transliterace: •REX•GLORIE•VENI•CVM•PACE.
Důležité informace nese i pět dělicích znaků (jeden neidentifikovaný).
- Nápis je uvozen dělicím znakem v podobě kruhového medailonu s prohnutou rybou, snad ve smyslu obecně křesťanského symbolu (Ichthys).
- Za slovem Rex je medailon s kvadrilobem, jehož obsah je nečitelný. L. Mlčák upozorňuje, že kvadrilob se objevuje na zvonu v Mähringen, kde se nachází Kristus Pantokrator (což by mohlo i na zábřežském zvonu korespondovat se slovem Rex).
- Za slovem glorie je holubice s olivovou ratolestí, pod kterou je i nápisová páska s nečitelným nápisem
- Za slovem veni v gotickém štítu dvouocasý korunovaný lev (český lev). L. Mlčák poukazuje na dva možné důležité významy: Může se jednat o vyjádření přání, aby Kristus přišel a nastolil mír v českých zemí. Případně může ukazovat na vazbu ke klášternímu prostředí (některému klášteru panovnického založení), které má blízko k panovníkovi.
- Za slovem cum je na rozdělení použito otisku pečetidla s vyobrazením Beránka Božího. Otisky pečetidel se ve výzdobě zvonů objevují, například je i na zvonu v Benešově. Výjev Beránka opět naznačuje původ klášterní, takovouto pečeť užívali například cisterciáci v Oseku.